# Ruandopsis bunyensis
Ruandopsis bunyensis är en insektsart som beskrevs av Evans 1971. Ruandopsis bunyensis ingår i släktet Ruandopsis och familjen dvärgstritar. Inga underarter finns listade i Catalogue of Life.